# Ejectisoma
Els ejectisomes o ejectosomes, presents en els Cryptomonadae, es distingeixen per la presència de característics extrusomes que consisteixen en dues cintes espirals connectades mantingudes sota tensió Si les cèl·lules són irritades, ja sigui per mitjans mecànics, o per estrès químic o lumínic, es descarreguen, propulsant la cèl·lula en forma de ziga-zaga lluny de la pertorbació. Els ejectisomes grans són visibles sota el microscopi òptic, estan associats amb la butxaca; els més petits ocorren sota el periplast, la cèl·lula criptòfita específica que els envolta